# デントヘルス
デントヘルス（Denthealth）はライオンから発売されているオーラルケア製品。1993年発売。

## 概要
デントヘルスは従来、歯肉炎・歯槽膿漏の塗るタイプの治療薬（医薬品）「パラデントエース」（ライオン歯磨時代から現在も発売中。ルーツは「パラデント」の商品名でデビューしたライオン最初の医薬品であった）の処方を改良した「ハイパラデント」よりもさらに処方を改良し、効能・効果に口内炎を加え1993年に発売。後に生薬を配合した薬用歯磨（オオバクの力）を発売した。
その後、2006年11月には薬用ハミガキSP、ハブラシ、薬用リキッドケア（デンタルリンス）並びに乳酸菌LS1を高配合したオーラルケアタブレット「オーラルヘルスタブレット」を発売し、治療薬ブランドから予防・治療をトータルケアするブランドに大きく発展。2017年4月からは「デンチャーケア」のシリーズ名で、義歯用品もラインナップするようになった。

## 沿革
- 1993年 - 「デントヘルス」発売開始。後に「薬用歯磨」を発売。
- 2005年
  - 3月 - 基剤を処方改良して「新デントヘルス」としてリニューアル。併せて「薬用歯磨」も殺菌成分（塩化セチルピリジニウム）、歯石沈着防止成分（ポリリン酸ナトリウム）を新配合し、ユーカリミントの香味に変更しリニューアル。
  - 11月 - 「レオセーブC」の後継製品として、殺菌成分（塩化セチルピリジニウム）、抗炎症成分（グリチルレチン酸）、ビタミンE（酢酸トコフェロール）を配合した通常の歯みがきの要領で使用するタイプの歯周病治療薬「デントヘルス ブラッシングケア」を発売。
- 2006年11月 - 薬用ハミガキSP・ハブラシ・薬用リキッドケア（洗口液）並びに乳酸菌LS1を高配合したオーラルケアタブレット「オーラルヘルスタブレット」を発売。
- 2007年10月 - 研磨剤無配合の「薬用ハミガキ 無研磨ゲル」と保湿成分ポリグルタミン酸を配合した洗口液「マウスローション」を発売。
- 2008年
  - 8月 - 「薬用ハミガキSP」にトラネキサム酸・オウバクエキス・LSS（ラウロイルサルコシンナトリウム）を、「薬用ハミガキ 無研磨ゲル」にもトラネキサム酸とLSSを新配合しリニューアル。
  - 9月 - 象牙質知覚過敏症に対応した「薬用ハミガキ しみるブロック」を発売。
- 2010年
  - 3月 - 「薬用ハミガキ 無研磨ゲル」の内容量を増量した（50g→85g）。
- 2011年
  - 1月 - 「デントヘルス ブラッシングケア」にパチョリオイルを新配合し、製品名を「デントヘルスB」に変更してリニューアル発売。
  - 3月 - 「新デントヘルス」の基材を処方改良し、製品名を「デントヘルスR」に変更してリニューアル発売。
- 2012年9月 - 「薬用ハミガキSP」に「高密着処方」を採用、「ハブラシ」は植毛パターンを変更、「薬用デンタルリンス」はアラントインを新配合し、ボトル形状を変更して一斉リニューアル。
- 2014年4月 - 「薬用ハミガキ（SP・無研磨ゲル・しみるブロック）」に小サイズ（SP・しみるブロックは30g、無研磨ゲルは28g）を追加発売。
- 2016年10月 - 
  - 「薬用ハミガキ（SP・無研磨ゲル・しみるブロック）」は薬用成分のイソプロピルメチルフェノールとトラネキサム酸を高濃度配合（「しみるブロック」には高密着処方も採用）し、標準サイズは横から開封するジッパー式パッケージを採用してリニューアル。
  - ゴムタイプのブラシ付替式歯間ブラシ「歯間ブラシ」を発売。
- 2017年4月 - 義歯用品の新ライン「デンチャーケア」を立ち上げ、「デンチャーケア 超音波入れ歯クリーンキット」と「デンチャーケア 超音波入れ歯クリーン除菌液」を北海道限定で発売。
- 2018年
  - 3月 - 義歯用洗浄シート「デンチャーケア どこでも入れ歯洗浄シート」を発売（これまで北海道限定発売だった「デンチャーケア」が全国発売となる）。
  - 4月 - 「デンチャーケア 超音波入れ歯クリーンキット」と「デンチャーケア 超音波入れ歯クリーン除菌液」の販売エリアを全国に拡大。
  - 9月 - 「薬用ハミガキ 口臭ケア」、「ハブラシ やさしくケア デリバリー」を発売。同時に、「薬用ハミガキ（SP・無研磨ゲル・しみるブロック）」はフッ素を1450ppmに高濃度化され、6歳未満への使用が不可となる。「ハブラシ」は製品名を「ハブラシ やさしくケア マッサージ」に改名された。
- 2020年9月 - 「薬用ハミガキSP」を処方変更してリニューアル。同時に、「薬用ハミガキ 口臭ブロック」、「薬用ハミガキ しみるブロック」、「薬用ハミガキ 無研磨ゲル」はパッケージデザインを変更、「薬用デンタルリンス」は内容量を増量（250ml → 450ml）するとともに、容器形状が変更され、外箱を無くした。
- 2023年
  - 10月 - 「デントヘルスB」にパンテノールが追加配合され、製品名を「デントヘルスBb」に変更してリニューアル発売。
  - 11月 - 同年9月に製造を終了した「薬用ハミガキSP」の代替製品となる「薬用ハミガキDX」を発売。「薬用ハミガキSP」に配合されていたオウバクエキスが省かれ、香味をメディカルクリーンハーブに変更。内容量が減容（30g→28g、90g→85g、120g→115g）された。

## 製品ラインナップ

### 現行製品
薬用ハミガキ全種類（DX・無研磨ゲル・しみるブロック・口臭ブロック）には、一部のドラッグストア限定で通常サイズの約1.3倍量（115g）とした大サイズが設定されている（ライオンの製品情報サイトには未掲載）。

#### 歯科医院向け製品
- デントヘルスPRO A【第3類医薬品】 - 「デントヘルスR」の歯科医院向け仕様。2010年7月に「デントヘルスPRO」として発売していたが、2012年4月にアルギン酸ナトリウムを配合して滞留性をアップし、商品名を変更。

### 製造終了品
- デントヘルス オーラルヘルスタブレット - タブレットタイプの乳酸菌含有食品。2008年9月に製造を終了。現在はライオン歯科材が歯科医院向けに「Dent.Systema（デント システマ）歯科用オーラルヘルスタブレット」が発売されている。
- デントヘルス薬用歯磨【医薬部外品】
- デントヘルス薬用ハミガキSP【医薬部外品】 - 2023年9月に一部原料の製造メーカーにおいて製造・試験方法が承認書の記載から逸脱していることが判明したため、「ペアA錠」・「ペアA」・「ハイテクト生薬の恵み」と共に自主回収を発表[1]。「ハイテクト生薬の恵み」と共に製造終了となった。その後、処方変更を行い「デントヘルス薬用ハミガキDX」として発売再開することとなる。
- デントヘルス マウスローション - 洗口液。2012年9月製造終了。
- デントヘルス ハブラシ やさしくケア デリバリー - コンパクトヘッドとワイドヘッドの2種類があった。2023年4月製造終了。
- デントヘルス 歯間ブラシ - 付替式の歯間ブラシ。本体だけでなく、替えブラシのみも設定されていた。「システマ 歯間用ブラシ」へ統合のため、2019年3月製造終了。
- デントヘルス デンチャーケア 超音波入れ歯クリーンキット - 入れ歯（部分入れ歯・総入れ歯兼用）用超音波洗浄器セット（除菌液同梱）。2021年3月製造終了。専用の「超音波入れ歯クリーン除菌液」は超音波洗浄器を保有するユーザー向けに製造が継続されている。
- デントヘルス デンチャーケア どこでも入れ歯洗浄シート - 2022年4月製造終了。

## CM
歴代CM出演タレント
古谷一行
辰巳琢郎
斉藤暁
宮崎美子（2009年2月20日 - 2013年）（参照）
北大路欣也（2014年5月 - 2018年）
余貴美子（2018年9月19日 - ）